# Танец живота (фильм, 2007)
«Танец живота» — российский художественный фильм 2007 года режиссёра Евгения Семёнова.

## Сюжет
История современной женщины по имени Нина (Анастасия Немоляева), которая страдает от одиночества среди близких людей. У Нины есть семья: муж Вадик (Сергей Юшкевич) и дочь Катя (Евгения Вуль). Однако среди этих трёх людей давно нет ни любви, ни понимания. Это не спокойная надёжная гавань, а источник бесконечных конфликтов. Муж перестал быть опорой, а дочь-подросток презирает свою мать и ведёт себя вызывающе. Проблем добавляет и сварливая свекровь (Эра Зиганшина). Героиня пытается найти спасение в общении с лучшей подругой Ритой (Маргарита Шубина). Но и здесь чувствует себя ненужной и бесполезной. 
Нина пытается изменить свою жизнь. В частности, она начинает ходить в бассейн и вступает в связь со случайными знакомыми. Но всё не даёт ей почувствовать себя вырвавшейся из состояния одиночества и тоски.
Неожиданно всё меняется. Нина встречает мужчину, в которого страстно влюбляется. И тот отвечает взаимностью. Но её избранник, художник Хасан (Карэн Бадалов), — выходец из Туркмении. И отношения двух влюблённых, уже взрослых людей, вызывают у окружающих непонимание и даже отторжение. Нина ради возлюбленного проявляет невиданное упорство. Она уходит из семьи, пытается найти контакт с родственниками возлюбленного. Нина даже готова принять ислам, чтобы узаконить свои отношения с Хасаном. Но родители жениха не желают, чтобы их сын женился на русской. И тот не смеет перечить.

## Актёры
- Анастасия Немоляева — Нина;
- Карэн Бадалов — Хасан;
- Сергей Юшкевич — Вадик, муж Нины
- Маргарита Шубина — Рита, подруга Нины
- Эра Зиганшина — свекровь Нины
- Евгения Вуль — Катя, дочь Нины